# ラリサ県

ラリサ県
Περιφερειακή ενότητα Λαρίσας測地系: 北緯39度40分 東経22度30分 / 北緯39.667度 東経22.500度座標: 北緯39度40分 東経22度30分 / 北緯39.667度 東経22.500度

ラリサ県（ラリサけん、ギリシャ語:Περιφερειακή ενότητα Λαρίσας）は、ギリシャのテッサリア地方の県である。県都はラリサ（Λάρισα / Lárisa）。

## 地理
ラリサ県は、ギリシャの県の中で、エトリア＝アカルナニア県に次いで2番目に面積が大きい県である。県の北東部にはピニオス川が流れ、テンビ渓谷がある。また、テッサリア地方最大の県であり、その3分の1の広さを占めている。ギリシャ最高峰のオリンボス山（2,917m）もラリサ県にある。
ラリサ県の北西はコザニ県、北東はピエリア県、東はエーゲ海、南東はマグニシア県、南はフティオティダ県、南西はカルディツァ県、西はトリカラ県にそれぞれ接している。県の南部と北部および北西部は深い森で覆われている一方で、県の中央部と南西部、西部および南東部には、テッサリア平原と呼ばれる肥沃な平地が広がっている。さらに県の東部と南東部およびオリンボス山周辺は、不毛な岩地となっている。
また、県南部にはヴィヴィ湖があり、テッサリア平原とピリオ山脈とを隔てる潟湖は、マグニシア県との県境にもなっている。

## 気候
ラリサ県は主に、夏に暑く冬は寒冷な地中海性気候である。しかし、オリンボス山といった山岳地帯では、冬が厳しい気候となる。今までに県内で記録された気温は、最高気温が45.2℃であり、最低気温は-21.6℃である。

## 歴史

### 古代・中世
現在のラリサ県の地域は、ペラスゴイ人の居住地であったが、その後ギリシア人と同化した。この地域はマケドニア王国に征服された後に、第3次マケドニア戦争で共和政ローマの統治領となった。ローマ帝国の分裂後は、東ローマ帝国領となり、やがてオスマン帝国の支配下に入った。

### 近代・現代
ギリシャ独立戦争では、テッサリア地方でも反乱が発生したが、オスマン帝国領にとどまった。しかし、1878年のベルリン会議によって、この地域のギリシャの領有が認められ、1881年にはギリシャ王国の領土となった。「ラリサ県」はこのときに創設されている。
現在のラリサ県北部にあたる、ティルナヴォス、エラソナ、サランダポロといった地域は、その後の1912年から1913年に起こった第一次バルカン戦争までは、オスマン帝国領であった。1913年、現在のラリサ県の全地域がギリシャ領となった。
ギリシャ王国編入後は、1940年代まで経済が成長した。1920年から1922年の希土戦争中には、小アジア地方からの避難民がラリサ県内にも移住した。1930年代になると電気が通り、道路が舗装され、自動車やラジオが普及し始めた。第二次世界大戦中、この地域はパルチザンの主要な活動拠点にもなり、さらに続くギリシャ内戦では、県内のインフラストラクチャーは壊滅状態となった。
1947年には、マグニシア県がラリサ県から分割された。1950年代には交通網が整備され、1957年には国道1号線が開通した。1970年代にはテレビも普及し、1984年にはテッサリア大学が建設された。2007年には山火事の被害を受けた。

## 経済
1970年代以来、ラリサ県の主な産業は、製造業、サービス業、商業などであり、農業も主要な産業である。特にテッサリア平原では、スイカやメロンといった果物や、トマトやジャガイモといった野菜の他に、綿や肉牛などが生産されることで有名である。

## 行政区画

ラリサ県

### 市（ディモス）
ラリサ県は、以下の自治体（ディモス、市）から構成される。面積の単位はkm²、人口は2001年国勢調査時点。
|   | 自治体名       | 綴り     | 政庁所在地          | 面積    | 人口    |
| - | -------------- | -------- | ------------------- | ------- | ------- |
| 1 | ラリサ         | Λάρισα   | ラリサ (el)         | 335.1   | 163,380 |
| 2 | アイア         | Αγιά     | アイア              | 668.3   | 14,121  |
| 3 | エラソナ       | Ελασσόνα | エラソナ (el)       | 1,568.1 | 37,264  |
| 4 | キレレル       | Κιλελέρ  | ニケア (el)         | 975.3   | 23,213  |
| 5 | テンビ         | Τέμπη    | マクリホリ (en)     | 577.0   | 16,466  |
| 6 | ティルナヴォス | Τύρναβος | ティルナヴォス (el) | 516.3   | 25,307  |
| 7 | ファルサラ     | Φάρσαλα  | ファルサラ (el)     | 736.0   | 23,531  |

### 旧自治体（ディモティキ・エノティタ）
カリクラティス改革（2011年1月施行）以前の広域自治体（ノモス）としてのラリサ県（Νομός Λαρίσας）は、以下の基礎自治体（ディモス）から構成されていた。改革後、旧自治体は新自治体（ディモス）を構成する行政区（ディモティキ・エノティタ）となっている。
下表の番号は右図と対応している。「旧自治体」欄で※印を付したものはキノティタ、それ以外はディモス。「政庁所在地」欄で太字になっているものは、新自治体の政庁所在地となったものを示す。
|    | 旧自治体         | 綴り         | 政庁所在地           | 新自治体       |
| -- | ---------------- | ------------ | -------------------- | -------------- |
| 1  | ラリサ           | Λάρισα       | ラリサ               | ラリサ         |
| 2  | アイア           | Αγιά         | アイア               | アイア         |
| 3  | アンベロナス     | Αμπελώνας    | アンベロナス         | ティルナヴォス |
| 4  | アンディハシア   | Αντιχάσια    | クラネア             | エラソナ       |
| 5  | アルメニオ       | Αρμένιο      | アルメニオ           | キレレル       |
| 6  | ヤンヌリ         | Γιάννουλη    | ヤンヌリ             | ラリサ         |
| 7  | ゴンニ           | Γόννοι       | ゴンニ               | テンビ         |
| 8  | エラソナ         | Ελασσώνα     | エラソナ             | エラソナ       |
| 9  | エニッペアス     | Ενιππέας     | メガロ・エヴィドリオ | ファルサラ     |
| 10 | エヴリメネス     | Ευρυμενές    | ストミオ             | アイア         |
| 11 | カト・オリンボス | Κάτω Όλυμπος | ピルゲトス           | テンビ         |
| 12 | キレレル         | Κιλελέρ      | キレレル             | キレレル       |
| 13 | キラダ           | Κοιλάδα      | キラダ               | ラリサ         |
| 14 | クランノナス     | Κραννώνας    | アイオイ・アナルギリ | キレレル       |
| 15 | ラケリア         | Λακέρεια     | ディミトラ           | アイア         |
| 16 | リヴァディ       | Λιβάδι       | リヴァディ           | エラソナ       |
| 17 | マクリホリ       | Μακρυχώρι    | マクリホリ           | テンビ         |
| 18 | メリヴィア       | Μελίβοια     | ソティリツァ         | アイア         |
| 19 | ナルタキ         | Ναρθάκι      | ナルタキ             | ファルサラ     |
| 20 | ネソナス         | Νέσσωνας     | シクリオ             | テンビ         |
| 21 | ニケア           | Νίκαια       | ニケア               | キレレル       |
| 22 | オリンボス       | Όλυμπος      | カリテア             | エラソナ       |
| 23 | プラティカンボス | Πλατύκαμπος  | プラティカンボス     | キレレル       |
| 24 | ポリダマンダス   | Πολυδάμαντας | ヴァムヴァク         | ファルサラ     |
| 25 | ポタミア         | Ποταμιά      | ヴラホヤンニオ       | エラソナ       |
| 26 | サランダポロ     | Σαραντάπορο  | サランダポロ         | エラソナ       |
| 27 | ティルナヴォス   | Τύρναβος     | ティルナヴォス       | ティルナヴォス |
| 28 | ファルサラ       | Φάρσαλα      | ファルサラ           | ファルサラ     |
| 29 | アンベラキア ※   | Αμπελάκια    | アンベラキア         | テンビ         |
| 30 | ヴェルディクサ ※ | Βερδικούσα   | ヴェルディクサ       | エラソナ       |
| 31 | カリア ※         | Καρυά        | カリア               | エラソナ       |
| 32 | ツァリツァニ ※   | Τσαριτσάνη   | ツァリツァニ         | エラソナ       |

### 郡（エパルヒア）
県には以下の5つの郡（エパルヒア）があったが、2006年以降法的な位置づけは行われていない。かつてのエパルヒアは、2011年のカリクラティス改革時のディモスのもとになった。
| 郡名                  | 綴り     | 中心地         |
| --------------------- | -------- | -------------- |
| ラリサ郡 (en)         | Λάρισα   | ラリサ         |
| ティルナヴォス郡 (en) | Τύρναβος | ティルナヴォス |
| アイア郡 (en)         | Αγιά     | アイア         |
| エラソナ郡 (en)       | Ελασσόνα | エラソナ       |
| ファルサラ郡 (en)     | Φάρσαλα  | ファルサラ     |

## 交通
- 国道1号線（欧州自動車道路E75号線）
- 国道3号線
- 国道6号線
- 国道13号線
- 国道26号線
- 国道30号線

## スポーツ
- AEL 1964（サッカー）
- オリンビア・ラリサBC（バスケットボール）
- AEL 1964 BC（バスケットボール）